# Lilibeth Chacón
Lilibeth Chacón, née le 1er mars 1992 à San Rafael del Piñal, est une coureuse cycliste vénézuélienne. Active sur route et sur piste, elle est notamment championne du Venezuela du contre-la-montre en 2017 et deux fois médaillées d'or aux championnats panaméricains sur piste.

## Palmarès sur route
- 2010
  -  Championne du Venezuela du contre-la-montre juniors
  -  Championne du Venezuela sur route juniors
- 2011
  - 5e du championnat panaméricain sur route
- 2012
  - 8e du championnat panaméricain du contre-la-montre
- 2013
  - 2e du championnat du Venezuela du contre-la-montre
- 2014
  -  Médaillée de bronze du contre-la-montre des Jeux d'Amérique centrale et des Caraïbes
- 2016
  - 2e du championnat du Venezuela du contre-la-montre
  - 2e du championnat du Venezuela sur route
  - 3e du Tour de Colombie
- 2017
  -  Championne du Venezuela du contre-la-montre
  -  Médaillée d'or de la course sur route des Jeux bolivariens
  - 1re, 2e et 5e étapes du Tour de Colombie
  - 2e du Tour de Colombie
  -  Médaillée de bronze du contre-la-montre des Jeux bolivariens
  - 3e du championnat du Venezuela sur route
  - 3e du Tour du Costa Rica
- 2018
  - 5e étape du Tour de Colombie
- 2019
  - Tour Femenino de Venezuela 2  : 
    - Classement général
    - 1re étape

  - 2e du championnat du Venezuela sur route
  - 3e du Tour Femenino de Venezuela 1
- 2021
  - Tour de Colombie : 
    - Classement général
    - 1re, 3e (contre-la-montre), 4e et 5e étapes

  - Vuelta al Tolima
- 2022
  -  Championne panaméricaine du contre-la-montre
  -  Championne du Venezuela du contre-la-montre
  - 2e du championnat du Venezuela sur route
  -  Médaillée de bronze du contre-la-montre des Jeux bolivariens
  -  Médaillée de bronze du contre-la-montre aux Jeux sud-américains
- 2023
  - Vuelta al Tolima
  - Tour du Guatemala : 
    - Classement général
    - 1re et 3e étapes

  - Tour de Colombie
  - Tour du Costa Rica : 
    - Classement général
    - 1re, 2e, 3e et 4e étapes

  -  Médaillée d'argent de la course en ligne aux Jeux d'Amérique centrale et des Caraïbes de Barranquilla
- 2024
  - Tour de Colombie : 
    - Classement général
    - 5e étape

### Classements mondiaux
| Année                                 | 2011 | 2012 | 2013 | 2014 | 2015 | 2016 | 2017 | 2018 | 2019 | 2020 | 2021 | 2022 | 2023 | 2024 |
| ------------------------------------- | ---- | ---- | ---- | ---- | ---- | ---- | ---- | ---- | ---- | ---- | ---- | ---- | ---- | ---- |
| Classement UCI                        | 131e | 94e  | 145e | 167e | nc   | 347e | 186e | 288e | 228e | nc   | 232e | 155e | 143e | 570e |
|                                       |      |      |      |      |      |      |      |      |      |      |      |      |      |      |
| Légende : nc = non classéSource : UCI |      |      |      |      |      |      |      |      |      |      |      |      |      |      |

## Palmarès sur piste

### Championnats panaméricains
- Medellin 2011
  -  Médaillée d'or de la course aux points
  -  Médaillée d'argent de la poursuite par équipes
- Mar del Plata 2012
  -  Médaillée d'or de la course scratch
  -  Médaillée d'argent de la poursuite par équipes
- Aguascalientes 2014
  -  Médaillée de bronze de la poursuite par équipes
- Aguascalientes 2018
  - Cinquième de la course à l'américaine (avec Danielys García)[1]

### Jeux bolivariens
- 2017
  -  Médaillée d'or de la poursuite
  -  Médaillée d'argent de la poursuite par équipes
  -  Médaillée d'argent de la course aux points

### Jeux sud-américains
- 2018
  -  Médaillée de bronze de la poursuite par équipes
- Asuncion 2022
  -  Médaillée d'argent de la poursuite par équipes
  -  Médaillée de bronze de l'omnium

### Jeux d'Amérique centrale et des Caraïbes
- Veracruz 2014
  -  Médaillée de bronze de la course aux points
- Barranquilla 2018
  -  Médaillée d'or de la course aux points
- San Salvador 2023
  -  Médaillée de bronze de la poursuite par équipes

### Championnats nationaux
- Championne du Venezuela de la course à points en 2016